# Campeonato Mundial de Halterofilia de 1971
El XLV Campeonato Mundial de Halterofilia se celebró en Lima (Perú) entre el 18 y el 26 de septiembre de 1971 bajo la organización de la Federación Internacional de Halterofilia (IWF) y la Federación Deportiva Peruana de Levantamiento de Pesas.
En el evento participaron 144 halterófilos de 30 federaciones nacionales afiliadas a la IWF.

## Medallistas
| Evento  | Oro                                  | Plata                                  | Bronce                            |
| ------- | ------------------------------------ | -------------------------------------- | --------------------------------- |
| 52 kg   | Zygmunt Smalcerz · Polonia · 340,0   | Sándor Holczreiter · Hungría · 335,0   | Masahiro Ueki Japón 307,5         |
| 56 kg   | Guennadi Chetin URSS 370,0           | Henryk Trębicki · Polonia · 367,5      | Mohamad Nasiri Irán 360,0         |
| 60 kg   | Yoshiyuki Miyake Japón 387,5         | Kenkichi Ando Japón 382,5              | Norair Nurikian Bulgaria 377,5    |
| 67,5 kg | Zbigniew Kaczmarek · Polonia · 440,0 | Waldemar Baszanowski · Polonia · 435,0 | Mujarbi Kirzhinov URSS 430,0      |
| 75 kg   | Vladimir Kanyguin URSS 477,5         | Leif Jenssen · Noruega · 467,5         | Anselmo Silvino · Italia · 465,0  |
| 82,5 kg | Boris Pavlov URSS 495,0              | Kaarlo Kangasniemi · Finlandia · 490,0 | György Horváth · Hungría · 480,0  |
| 90 kg   | David Rigert URSS 542,5              | Vasili Kolotov URSS 537,5              | Bo Johansson · Suecia · 522,5     |
| 110 kg  | Yuri Kozin URSS 552,5                | Stefan Grützner RDA 547,5              | Alexandar Kraichev Bulgaria 545,0 |
| +110 kg | Vasili Alexeyev URSS 635,0           | Ken Patera Estados Unidos 592,5        | Ivan Atanasov Bulgaria 532,5      |

1. 1 2 3  Fuerza (kg) + arrancada (kg) + dos tiempos (kg) = TOTAL (kg)

## Medallero
| Núm. | País           | Oro | Plata | Bronce | Total |
| ---- | -------------- | --- | ----- | ------ | ----- |
| 1    | URSS           | 6   | 1     | 1      | 8     |
| 2    | Polonia        | 2   | 2     | 0      | 4     |
| 3    | Japón          | 1   | 1     | 1      | 3     |
| 4    | Hungría        | 0   | 1     | 1      | 2     |
| 5    | RDA            | 0   | 1     | 0      | 1     |
| 5    | Estados Unidos | 0   | 1     | 0      | 1     |
| 5    | Finlandia      | 0   | 1     | 0      | 1     |
| 5    | Noruega        | 0   | 1     | 0      | 1     |
| 9    | Bulgaria       | 0   | 0     | 3      | 3     |
| 10   | Irán           | 0   | 0     | 1      | 1     |
| 10   | Italia         | 0   | 0     | 1      | 1     |
| 10   | Suecia         | 0   | 0     | 1      | 1     |
|      | TOTAL          | 9   | 9     | 9      | 27    |